# لا تنظر الآن (فلم)
لا تنظر الآن (بالإنجليزية: Don't Look Now) فيلم إيطالي بريطاني باللغة الإنجليزية لعام 1973، من إخراج نيكولاس روج. إنه فيلم إثارة مقتبس من قصة قصيرة عام 1971 لدافني دو مورييه. جولي كريستي ودونالد ساذرلاند يجسدان قصة زوجين في رحلة إلى البندقية بعد وفاة ابنتهما عرضيًا مؤخرًا. يقابل الزوجين شقيقتين تدًعي إحداهما أنها عرافة وتبلغهم أن ابنتهما تحاول الاتصال بهما وتحذيرهم من الخطر.
نمت شهرة الفيلم في السنوات التي تلت إصداره، ويعتبر الآن من الأعمال الكلاسيكية والمؤثرة في أفلام الرعب والفيلم البريطاني.

## طاقم التمثيل
- دونالد ساذرلاند: في دور جون باكستر
- جولي كريستي: في دور لورا باكستر
- هيلاري ماسون: في دور هيثر
- ريناتو سكاربا: في دور المفتش لونغي
- ماسيمو سيراتو: في دور المطران بارباريغو
- كليليا ماتانيا: في دور ويندي
- ليوبولدو تريست: في دور مدير الفندق
- آن را: في دور ماندي باباج
- شارون ويليامز: في دور كريستين باكستر[9]

## ملخص أحداث الفيلم
ينتقل جون باكستر وزوجته لورا إلى فينيسيا الباردة في إيطاليا بسبب عدم قدرتهما على التصالح مع الوفاة المبكرة لابنتهما الصغيرة والتيار الخفي من الذنب الذي لا يطاق. تقع سلسلة لا تنتهي من جرائم القتل المروعة في قنوات المدينة المتعرجة، ويستخدم جون خبرته العملية، في ترميم كنيسة قديمة، للتعبير عن حزنه المكبوت، بينما تلجأ لورا إلى تناول الحبوب المهدئة. يلتقي الزوجين بطريق الصدفة مع شقيقتين، هيذر العمياء التي تدعي انها وسيطة روحية، وشقيقتها ويندي، غريبة الأطوار. مع ظهور الشقيقتين تبدأ رؤى مخيفة تظهر فيها الابنة المتوفاة المحبوبة. تظهر أيضاً شخصية شريرة ترتدي أنوراك (معطف مشمع مع قبعة) أحمر لامع، تُروِّع الأزقة الخلفية المظلمة. هل يمكن للشقيقتين الغامضين قول الحقيقة؟ هل حياة جون في خطر شديد؟

## التحليل
الفيلم له منظور غامض، حيث تعمل أعراف قصة الأشباح القوطية على استكشاف عقول الزوجين المنكوبين. كان مخرج الفيلم، نيكولاس روج، مفتونًا بفكرة جعل الحزن هو المحور الوحيد للفيلم، مشيرًا إلى أن الحزن يمكن أن يفرق بين الناس... حتى العلاقة الأقرب والأكثر صحة يمكن أن تتلاشى من خلال الحزن.  حضور كريستين، ابنة باكستر المتوفاة، يؤثر بشكل كبير على الحالة المزاجية للفيلم، حيث يتم تذكرها وطبيعة وفاتها باستمرار من خلال صور الفيلم: هناك ذكريات منتظمة لكريستين وهي تلعب في معطفها الأحمر أيضًا حيث أن مشاهد الطفولية الغامضة ترتدي أيضًا معطفًا أحمر يشبهها؛ يتم الحفاظ على الارتباط المستمر بين الماء والموت من خلال مؤامرة فرعية قاتلة، والتي ترى الضحايا يسحبون بشكل دوري من القنوات؛ هناك أيضًا لحظة مؤثرة عندما يصطاد جون دمية طفل من قناة تمامًا كما فعل بجسد ابنته في بداية الفيلم.

## استقبال الفيلم
منح موقع الطماطم الفاسدة الفيلم تقييم مقداره 95% بناء على آراء 74 ناقد سينمائي، وقال الإجماع النقدي للموقع: «يبني الفيلم بصبر، التشويق بالصور المؤرقة والنتيجة المرعبة، مما يجعل المشاهدين يشعرون بحزن دونالد ساذرلاند وجولي كريستي في أعماقهم».
لاقى الفيلم في وقت إصداره الأولي، استحسان النقاد بشكل عام، رغم أن البعض انتقده لكونه "فني وميكانيكي". كتب جاي كوكس في مجلة "تايم": "الفيلم هو تجربة غنية ومعقدة ودقيقة تتطلب أكثر من مشاهدة واحدة"، بينما علقت مجلة فارايتي بأن الإزدهار البصري للفيلم جعله أكثر بكثير من مجرد فيلم رعب نفسي جيد الصنع. كتبت بولين كايل لصحيفة نيويوركر، ان الفيلم هو اللغز الأكثر روعة، والأكثر تجميعًا بعناية حتى الآن على الشاشة، ولكن كان هناك هراء بغيض حوله،  بينما شعر جوردون جاو من موقع "فيلم أند فيلمنج Films and Filming" ان الفيلم لا يرقى إلى مستوى تطلعات الفيلمين السابقين لنيكولاس روج، لكنه مع ذلك كان فيلمًا مثيرًا لبعض العمق، من ناحية أخرى، انتقد فنسنت كانبي، ناقد صحيفة نيويورك تايمز، الفيلم لافتقاره إلى التشويق، الأمر الذي جعله يتحول إلى منتصف الطريق وليس في النهاية، وعند هذه النقطة "يتوقف عن التشويق ويصبح رحلة سفر أنيقة تجعلنا نذهب لمشاهدة معالم المدينة للمرة الثانية في البندقية، اقترح كانبي أيضًا أن المشهد الثاني لم يكن مقنعًا على الشاشة، لأنه ظهر ببساطة مثل (خطوة للأمام) وهو أداة قياسية لسرد القصص في الأفلام، وخلص إلى أنه "ليس فقط ربما لديك أشياء أفضل للقيام بها، ولكن أيضًا، أنا متأكد من أن معظم الأشخاص المرتبطين بالفيلم يفعلون ذلك".
حظيت جولي كريستي ودونالد ساذرلاند بالثناء على أدائهم. اعتبرت مجلة فارايتي أن ساذرلاند هو الأكثر هدوءًا وأيضًا في أكثر حالاتها فاعلية، بينما تقوم كريستي بأفضل عمل لها على مر العصور.
فاز أنتوني بي ريتشموند بجائزة أفضل تصوير سينمائي في حفل توزيع جوائز الأكاديمية البريطانية السابع والعشرون للأفلام 27th British Academy Film Awards، وحصل الفيلم على مزيدًا من الترشيحات في فئات أفضل فيلم وإخراج وممثل وممثلة والصوت والمونتاج، كما تم ترشيحه في فئة أفضل فيلم في عام 1974 جوائز إدغار آلان بو.

## وصلات خارجية
- لا تنظر الآن  في قاعدة بيانات الأفلام على الإنترنت (بالإنجليزية)
- لا تنظر الآن (فلم) في روتن توميتوز.
- Don't Look Now at BFI Screenonline
- Nicolas Roeg discusses Don't Look Now at The Culture Show
- John Landis on "Don't Look Now" at Trailers From Hell
- Moviedrome introduction على يوتيوب
- Don’t Look Now: Seeing Red an essay by David Thompson at the Criterion Collection